# 93. østlige længdekreds
Den 93. østlige længdekreds (eller 93 grader østlig længde) er en længdekreds, der ligger 93 grader øst for nulmeridianen. Den løber gennem Ishavet, Asien, det Indiske Ocean, det Sydlige Ishav og Antarktis.